# Rudolf Däbritz

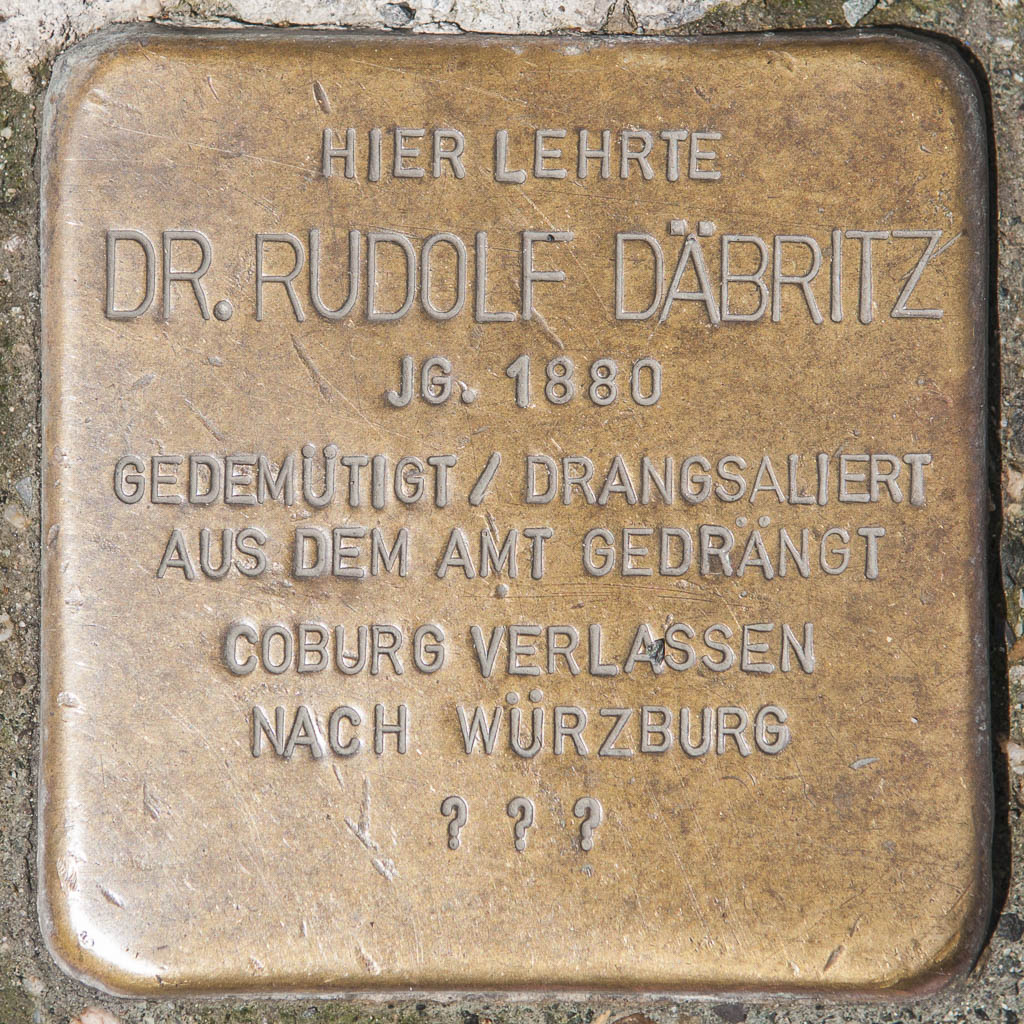
Stolperstein für Dr. Rudolf Däbritz in Coburg

Rudolf Däbritz (* 18. Juli 1880 in Grimma; † 16. März 1945 in Würzburg) war ein deutscher Klassischer Philologe und Gymnasialdirektor.
Däbritz war der Sohn des Seminaroberlehrers (Karl) Hermann Däbritz. Er besuchte die Fürsten- und Landesschule in Grimma und studierte anschließend Klassische Philologie und Klassische Archäologie an der Universität Leipzig. Am 2. Februar 1905 wurde er bei Kurt Wachsmuth und Justus Hermann Lipsius zum Dr. phil. promoviert.
Nach dem Studium unterrichtete Däbritz an der Fürsten- und Landesschule zu Grimma. Daneben war er auch wissenschaftlich tätig: Er verfasste mehrere Artikel für Paulys Realenzyklopädie der klassischen Altertumswissenschaft (RE).
Am Ersten Weltkrieg nahm Däbritz als Oberleutnant der Reserve teil. Er kämpfte an der Westfront, wurde mehrfach ausgezeichnet (am 31. Juli 1915 erhielt er das Ritterkreuz des Albrechts-Ordens 2. Klasse mit Schwertern) und überlebte 1916 die Schlacht um Verdun. Er wurde schließlich noch Hauptmann der Reserve und Führer des III. Bataillons des Königlich-Sächsischen Reserve-Infanterie-Regiment Nr. 133 und konnte mit seiner Einheit bei Frankreich einen Angriff des Feindes abwehren, wofür er am 9. Oktober 1918 mit dem Ritterkreuz des Militär-St.-Heinrichs-Ordens ausgezeichnet wurde.
1919 wurde Däbritz zum Direktor des Gymnasiums Casimirianum in Coburg berufen. Als Freimaurer und wegen seines Einsatzes für jüdische Schüler und Kollegen geriet er nach der Machtergreifung ins Visier der Nationalsozialisten. Er wurde 1934 mit einer Artikelserie in der Coburger Nationalzeitung angegriffen und sollte vom Gauleiter und bayerischen Kultusminister Hans Schemm abgesetzt werden. Der Ministerialrat Hans Bauerschmidt erreichte stattdessen, dass Däbritz als Oberstudienrat an das Alte Gymnasium in Würzburg zwangsversetzt wurde.
Beim Ausbruch des Zweiten Weltkriegs wurde Däbritz als Major der Reserve von der Wehrmacht einberufen und war mit einem Bataillon Landesschützen am Überfall auf Polen beteiligt. Nachdem er die Plünderung einer Fabrik durch SS-Leute verhindert hatte, ließen diese seinen politischen Hintergrund prüfen. Däbritz wurde daraufhin „unabkömmlich“ gestellt und kehrte an das Alte Gymnasium in Würzburg zurück.
Nach einem Luftangriff auf Würzburg am 16. März 1945 kam Däbritz bei Löscharbeiten ums Leben. Mit seinem Hausstand verbrannte auch sein Manuskript Verbindungslinien von der Antike zu unserer Zeit. 2011 wurde vor dem Gymnasium Casimirianum Coburg ein Stolperstein mit seinem Namen verlegt.

## Schriften (Auswahl)
- De Artemidoro Strabonis auctore capita tria. Leipzig 1905 (Dissertation)
- Warum lernen wir Latein und Griechisch? Coburg 1929